# Sukkot

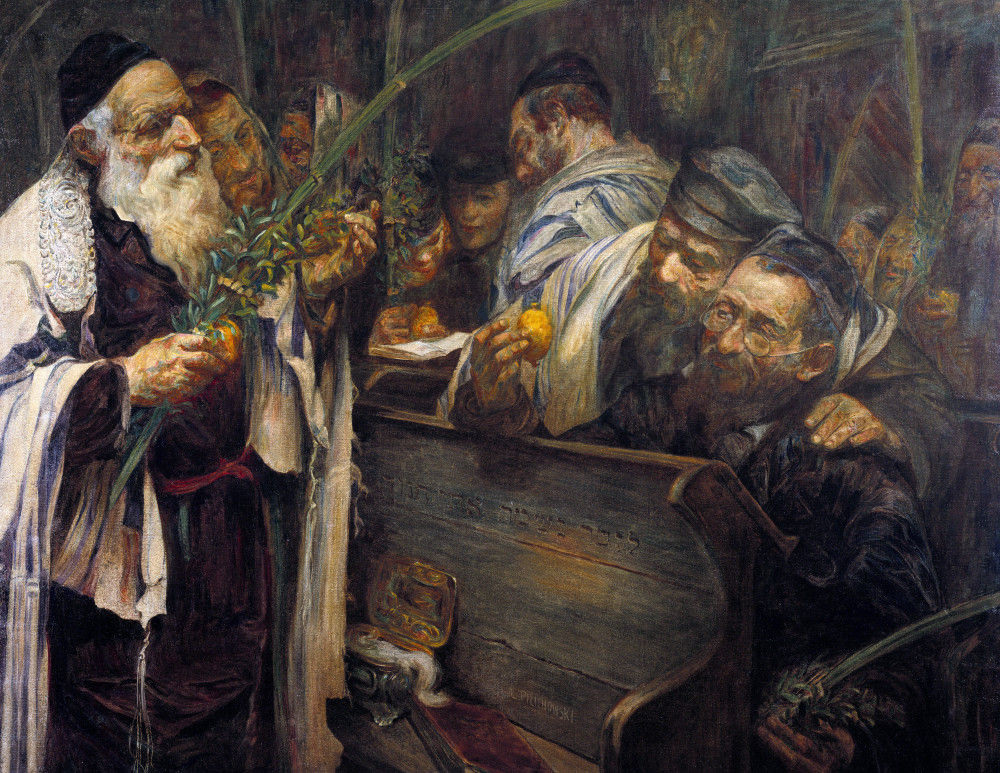
Leopold Pilichowski: Sukkot, 1894/95,
Jüdisches Museum New York

Sukkot (hebräisch סֻכּוֹת, unpunktierte Schreibweise סוכות, Plural von סֻכָּה Sukka, deutsch ‚Laubhütte‘, jiddisch Sukkes oder Sikkes) oder Laubhüttenfest (hebräisch חַג הַסֻּכּוֹת Chag ha-Sukkot) gehört zu den jüdischen Festen. Das Fest wird im Herbst, fünf Tage nach dem Versöhnungstag, im September oder Oktober gefeiert und dauert sieben Tage, vom 15. bis 21. Tischri, dem ersten Monat des bürgerlichen jüdischen Kalenders. In Israel und im Liberalen Judentum ist nur der erste Tag ein voller Feiertag, in orthodoxen und konservativen Gemeinden der Diaspora dagegen die ersten zwei Tage, während die darauffolgenden Tage Halbfeiertage (חול המועד Chol HaMoed) sind. Der letzte Tag von Sukkot wird הושענא רבה Hoschana Rabba genannt und gilt als der letzte Tag, bis zu dem die göttlichen Urteilssprüche für das Jahr noch geändert werden können. Unmittelbar an das Laubhüttenfest schließen שְׁמִינִי עֲצֶרֶת Schmini Azeret, „der Achte Tag der Versammlung“, und שִׂמְחַת תּוֹרָה Simchat Tora, „das Torafreudenfest“, an.

## Übersicht und Einordnung
Die Festtage, die im Judentum als hebräisch ימים טובים jamim towim, deutsch ‚gute Tage‘ ‚Festtage‘ bezeichnet werden, sind halachisch (laut jüdischem Religionsgesetz) so definiert:
Die sechs Tage, an denen die Tora Arbeitsverbot gebietet, sind der erste und der siebte Tag des Pessachfestes, der erste und der achte Tag des Laubhüttenfestes (Sukkot), das Wochenfest (Schawuot) sowie der erste Tag des siebten Monats (Rosch ha-Schana). Diese Tage werden als Feiertage (Jamim towim) bezeichnet.
Sukkot ist also eines der Feste, an denen die Tora für den ersten Tag und den siebenten Tag ein Arbeitsverbot gebietet.

## Geschichte

### Hebräische Bibel

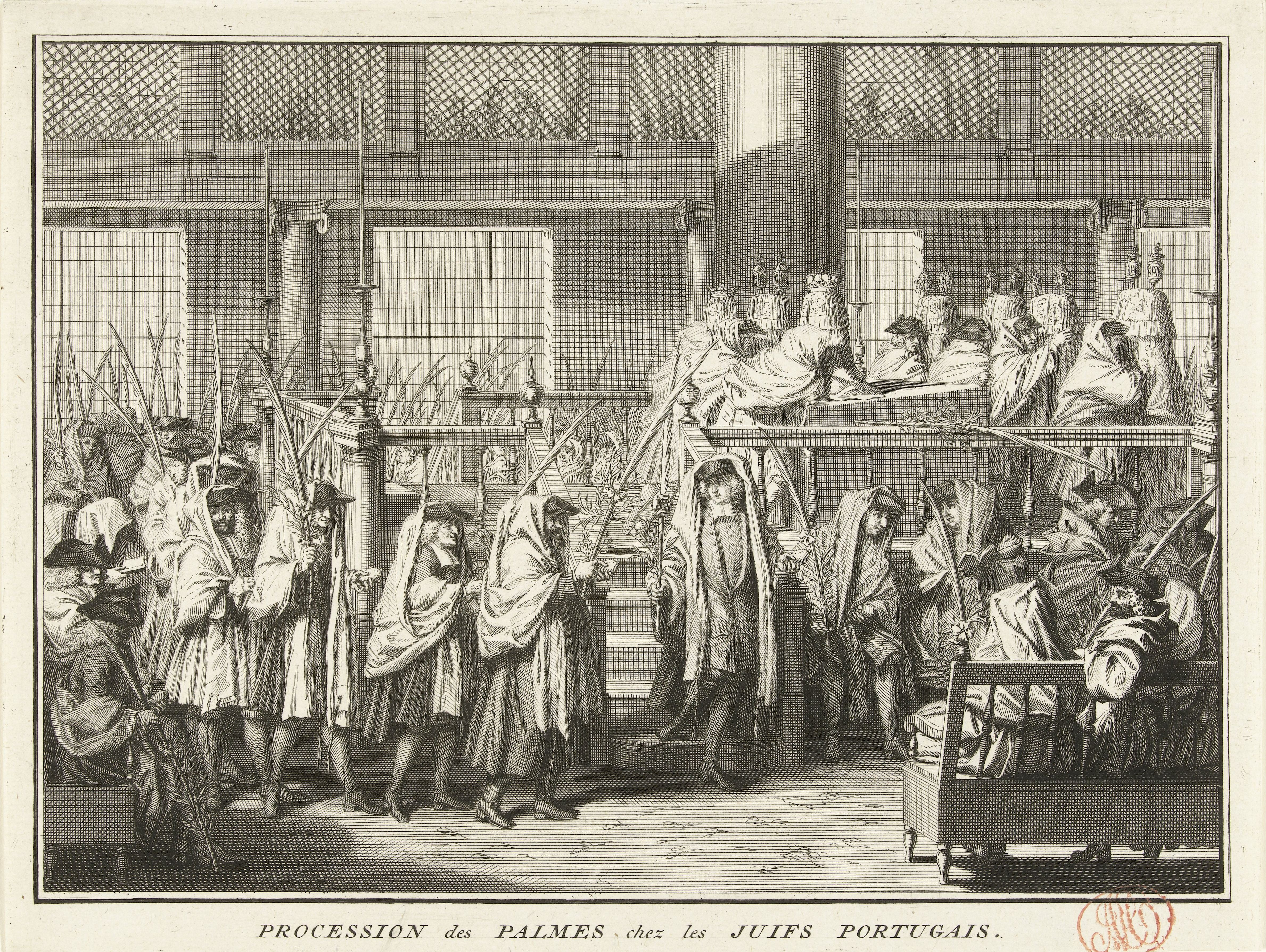
Hakkafot der sephardischen Juden in der Portugiesischen Synagoge in Amsterdam (Picart, gravure, 1724)

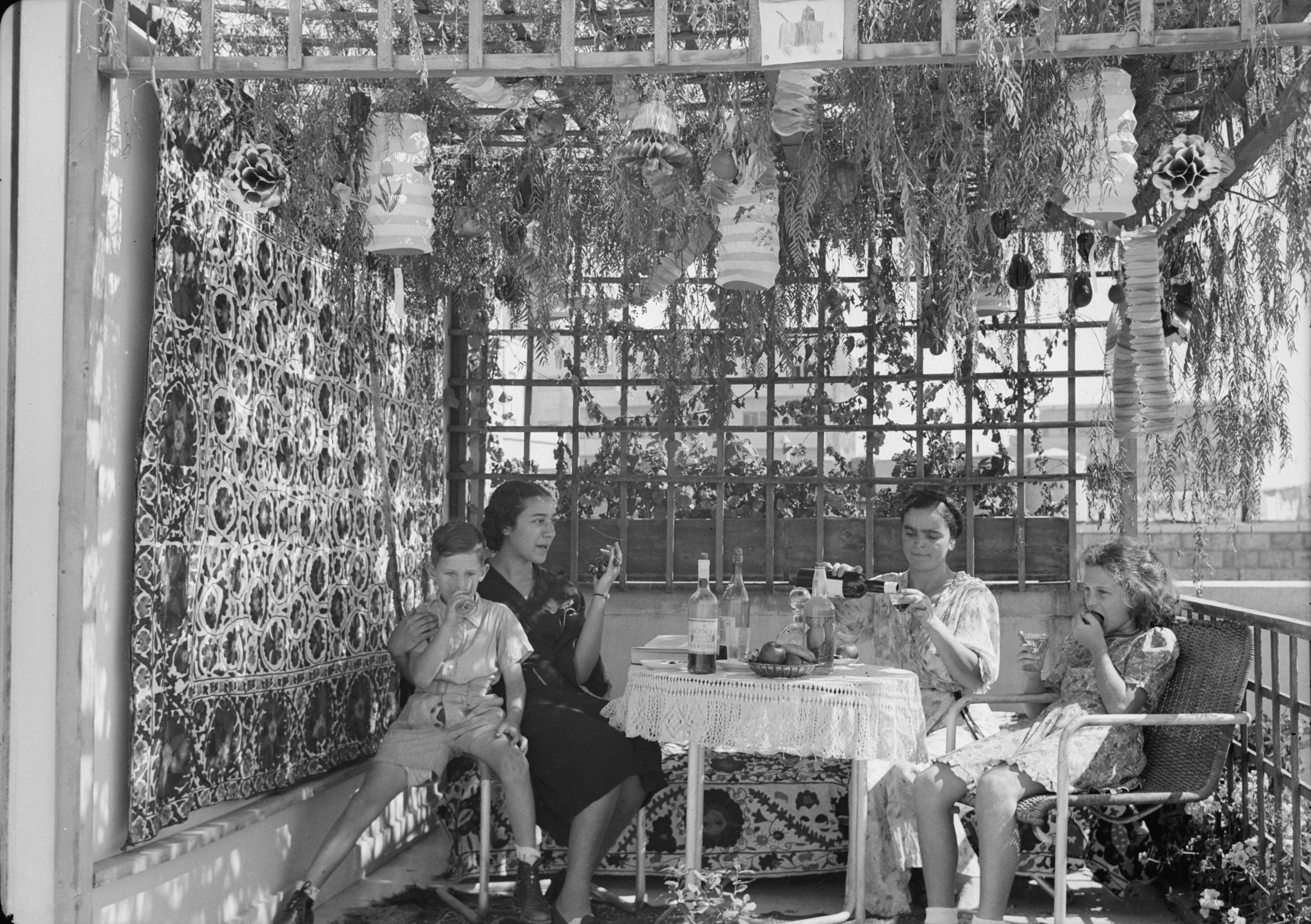
Sukka auf einem Dach im Westjerusalemer Stadtteil Rechavia (1939)

Das in der Tora mehrfach erwähnte Fest ist wie die beiden anderen jüdischen Wallfahrtsfeste Pessach und Schawuot bäuerlichen und wahrscheinlich kanaanitischen Ursprungs und hat mit ihnen den historisch-landwirtschaftlichen Doppelcharakter gemeinsam.
Das Fest hat sich schon in der Antike im Lauf der Jahrhunderte stark verändert, was sich in den biblischen und nachbiblischen Texten widerspiegelt. Im Bundesbuch wird es als „Fest des Einsammelns“ (Chag haʾAssif (hebräisch חַג הָאָסִיף ‚Fest des Einsammelns, Ernte, Lese‘), Ex 23,16–19  und Ex 34,22 ) bezeichnet und erst im Festkalender des Buchs Levitikus als „Laubhüttenfest“ (Chag haSukkot, Lev 23,34 ) mit siebentägiger Dauer. Das Deuteronomium verbindet es mit dem für dieses Buch charakteristischen Motiv der Festfreude:

„Das Laubhüttenfest sollst du sieben Tage lang feiern, nachdem du das Korn von der Tenne und den Wein aus der Kelter eingelagert hast. Du sollst an deinem Fest fröhlich sein, du, dein Sohn und deine Tochter, dein Sklave und deine Sklavin, auch die Leviten, die in deinen Stadtbereichen Wohnrecht haben, und die Fremden, Waisen und Witwen, die in deiner Mitte leben.“

Erst nach dem Babylonischen Exil wurde das Datum auf den 15. des siebten Monats festgelegt und Sukkot zu einem historischen Fest, das mit der Wüstenwanderung nach dem Auszug aus Ägypten begründet wurde und das Wohnen in Laubhütten während der Festzeit vorschrieb (Lev 23,33–43 ). Der umfangreiche Opferkalender im Buch Numeri, Kapitel Num 28  und 29, wird von historisch-kritischen Exegeten als vergleichsweise späte Zusammenstellung beurteilt, die zu den jüngsten Texten des Pentateuch gehöre. Nicht nur die Festkalender des Bundesbuchs und Lev 23 , sondern auch Impulse aus dem Buch des Exilspropheten Ezechiel (Ez 45,18-46 ,15) wurden demnach von den priesterlichen Verfassern verarbeitet. Das Besondere ist, dass mit der Anzahl und Art der Tiere, die geopfert wurden, eine Rangfolge der Feste Israels zum Ausdruck gebracht wird. Hier zeigt sich die überragende Bedeutung der Sukkot-Festwoche im Festkalender des nachexilischen Israel. Am abschließenden 8. Tag der Festwoche wurden 7 Lämmer und je ein Stier, Widder und Ziegenbock geopfert; das entspricht (etwas vereinfacht) dem, was auch für den Neumondstag jeden Monats und die Feste Pessach/Mazzot, Schawuot, „Lärmblasen“ (Rosch haSchana) und Jom Kippur vorgesehen war. Aber am 1. bis 7. Tag der Sukkot-Festwoche wurden je 14 Lämmer, zwei Widder und ein Ziegenbock dargebracht sowie eine von 13 bis auf 7 von Tag zu Tag abnehmende Anzahl von Stieren, so dass in der Festwoche insgesamt 70 Stiere, die kostbarsten Opfertiere, darzubringen waren.

Mit den Laubhütten waren wohl ursprünglich die Schatten spendenden Unterstände auf den Feldern gemeint (Jona 4,5 ), wie sie auch heute im Vorderen Orient zur Zeit der Ernte noch gebräuchlich sind. Die ausführlichste Bauanleitung für die Laubhütten innerhalb der Hebräischen Bibel enthält das Buch Nehemia: 

„Geht in die Berge und holt Zweige von veredelten und von wilden Ölbäumen, Zweige von Myrten, Palmen und Laubbäumen zum Bau von Laubhütten, wie es vorgeschrieben ist! – Da ging das Volk hinaus und baute sich Laubhütten, der eine auf seinem flachen Dach, andere in ihren Höfen, in den Vorhöfen des Gotteshauses, auf dem Platz am Wassertor und auf dem Platz am Efraimtor.“

Diese Hütten waren nun keine Unterkünfte der Erntearbeiter mehr, denn sie entstanden in Nachbarschaft zu den Häusern, in denen man das Jahr über wohnte. „So stellen sie eine alternative Unterkunft für ein paar Tage direkt neben dem eigenen Wohnraum dar. In ihnen spielt sich nun das Leben ab, die Wohnungen sind leer.“ Die verwendeten Materialien, die wohl nicht ausschließlich gemeint sind, verbindet, dass es Zweige von Bäumen waren, die auch am Ende der sommerlichen Trockenzeit noch dicht und grün belaubt waren. Aus den Wedeln der Dattelpalme ließen sich Matten flechten, die beim Hüttenbau verwendet werden konnten. Während der Sukkot-Festwoche vertrocknete das Laub und machte damit sinnfällig, dass die Sukka ein provisorischer Bau war. Er bot keinen Schutz vor dem Regen, dessen Einsetzen man nach dem Sukkotfest dringend erwartete.
Der Überlieferung nach soll König Salomon den Tempel in Jerusalem zu Sukkot eingeweiht haben (1 Kön 8,2 ), und im messianischen Zeitalter wird, so der Prophet Sacharja (Sach 14,16–19 ), Sukkot ein universelles, mit Regen (Regenzeit) assoziiertes Fest sein, zu dem alle benachbarten Nationen nach Jerusalem pilgern werden.

### Hellenistische und frührömische Zeit
Das Jubiläenbuch hatte im antiken Judentum teilweise den Status einer autoritativen Schrift, auch wenn es letztlich nicht in den Kanon der Hebräischen Bibel aufgenommen wurde. Es ist stark an Kalenderfragen interessiert. Das Laubhüttenfest wird im 16. Kapitel mit den im Buch Genesis erzählten Begebenheiten rund um die Geburt Isaaks verbunden (Engel kündigen Abraham an, dass er einen Sohn haben werde; die bisher unfruchtbare Sara wird schwanger; sie bringt Isaak zur Welt; acht Tage später folgt Isaaks Beschneidung). Die Freude Abrahams und Saras an dem gemeinsamen Kind stellt in dieser Festätiologie die Verbindung zur Festfreude an Sukkot her. In Kapitel 32 ist noch einmal vom Laubhüttenfest die Rede: Die Erzählung von Jakobs Gottesoffenbarung in Bethel wird in recht komplexer Weise so uminterpretiert, dass sie eine Begründung für den achten Tag der Sukkot-Festwoche darstellt. Dieser achte Tag verbindet die Erinnerung an den Exodus, die Verheißung, dass Israel ein großes Volk werden soll und den Ort des Heiligtums (Jerusalem, nicht Bethel).
Die Tempelrolle, die unter den Schriftrollen vom Toten Meer enthalten ist, kennt vier Erstlingsfeste für die wichtigsten Produkte von Eretz Israel. Die Bedeutung von Sukkot als Erntedankfest tritt dahinter zurück; ob und wie Sukkot auch als Erinnerungsfest an die Wüstenwanderung gefeiert werden sollte, ist nicht bekannt, da der Text der Tempelrolle nur fragmentarisch erhalten ist. Die Laubhütten sind im Konzept der Tempelrolle nicht provisorische Wohnungen der jüdischen Familien während der Festwoche, sondern eine von der Stadt aus gut sichtbare Säulenkonstruktion, eine Art Lauben, die auf dem Flachdach des Gebäudes im äußeren Tempelvorhof aufgeschlagen werden und wo Angehörige der Oberschicht sitzen, während die Opfertiere im Tempel geschlachtet werden.
Der Historiker Flavius Josephus beschreibt das Fest als achttägige Feier, während der in Hütten gewohnt und im Tempel geopfert wird, bei Philo von Alexandria steht es als siebentägiges Erntedankfest, dem ein achter Tag als Krönung beigefügt wird, im Zeichen von Gleichheit und Gerechtigkeit.
In Joh 7,2.37  ruft Jesus am letzten Tag des Laubhüttenfestes diejenigen, die Durst haben, zu sich Joh 7,37 , was im Zusammenhang mit einer zu dieser Zeit vom ersten bis letzten Tag des Festes üblichen Wasserschöpfzeremonie interpretiert wird.
Der Mischnatraktat Sukka ist eine Sammlung älteren Traditionsmaterials, das bis in die Zeit des 70 n. Chr. von römischen Truppen zerstörten Jerusalemer Tempels zurückreicht. Sein Kennzeichen ist, dass die Begehung des Festes aus der Perspektive von Laien dargestellt wird. Für sie hatte der Bau und das Bewohnen der Laubhütte zentrale Bedeutung; entsprechend ausführlich wird dies dargestellt. Die Sukka ist ein Provisorium, aber darin soll ein wirkliches Wohnen, nämlich Mahlzeiten und Übernachtungen möglich sein. Ihre Eignung hängt besonders vom Dach ab, das Schatten spenden soll und unter freiem Himmel aufgeschlagen wird – also nicht unter einer höheren Dachkonstruktion oder in einem Innenraum. Falls der nach Sukkot erhoffte starke Regen schon während der Festwoche einsetzt, ist man vom Wohnen in der Sukka entbunden, denn Regenschutz bietet sie nicht. Regen während des Sukkotfestes galt als Zeichen göttlichen Zornes. Danach wird der Feststrauß (Lulav) behandelt, der aus den in Lev 23,40  erwähnten „Vier Arten“ von Pflanzen (hebräisch אַרְבָּעָה מִינִים Arbaʿa minim) besteht und in einer rituellen Weise geschüttelt wird. Die Mischna verbindet dieses Schütteln mit der Rezitation von Psalm 118 (Anfang, Ende und Vers 29). Es wurde ursprünglich im Tempel praktiziert, nach dessen Zerstörung im Synagogengottesdienst. Rückblickend beschreibt die Mischna drei weitere Rituale, die am Laubhüttenfest im Tempel stattfanden:
- Für den Bachweidenumzug wurden abgeschnittene Weidenzweige so um den Brandopferaltar gesteckt, dass sie sich nach innen neigten.[12]
- Für die Wasserspende schöpfte man mit einem goldenen Gefäß aus dem Teich von Siloah.[13] Von Trompetenstößen begleitet, zog die Prozession dann durchs Wassertor auf das Tempelgelände ein.[14] „Am Altar befinden sich zwei Schalen mit Löchern. Eine wird mit frischem Wasser, die andere mit Wein gefüllt; Flüssigkeiten rinnen langsam über den Altar.“[15]
- Der Frauenvorhof des Tempels wurde festlich illuminiert und war Ziel für eine große Menge von Festpilgern. Nach Einbruch der Dunkelheit sangen die Leviten dort zur Begleitung von Flöten und Saiteninstrumenten die Wallfahrtspsalmen, und die Priester ließen Trompetensignale erklingen. Dann tanzten besonders religiöse Männer im Hof mit Fackeln in den Händen. (Talmud und Tosefta zufolge wurde bei dieser nächtlichen Feier in späterer Zeit eine Geschlechtertrennung eingeführt, und die Frauen sahen dem Tanzen und Musizieren in Hof von Galerien aus zu.)[16]

Diese drei Rituale des Jerusalemer Tempels werden außer in der Mischna in der antiken Literatur nirgends explizit genannt; man nimmt allgemein an, dass es sich um eine Art Regenzauber handelte.
Nach der Zerstörung des Tempels geblieben sind: das siebentägige Fest Sukkot, der Azeret am achten Tag, die Sukka, die Arbaʿa minim und das Hallel-Gebet sowie die Bitte um Regen am achten Tag.

### Mittelalter und Neuzeit
Die jüdischen Bibelkommentatoren des Mittelalters fanden symbolische Deutungen für Sukka und Lulav:
- Moses Maimonides zufolge erinnert die Sukka an das karge Leben Israels in der Wüstenzeit und mahnt zur Bescheidenheit. Raschi und ihm folgend Nachmanides sahen in der Sukka ein Symbol für göttlichen Schutz, denn sie stehe für jene Wolkensäule, die Israel bei der Wüstenwanderung begleitete.
- Aaron Halevi deutete die Vier Arten auf die wichtigsten Körperteile des Menschen, die sich somit zum Lob Gottes vereinen (Palmzweig = Rückgrat, Myrte = Auge, Weidenzweige = Lippen, Etrog = Herz).

Kabbalisten begründeten den Brauch, zum Abendessen sieben biblische Gäste (אֻשְׁפִּיזִין Uschpesin) in die Sukka einzuladen, die jeweils für eine der Sefirot stehen: Abraham, Isaak, Jakob, Mose, Aaron, Josef und David.

## Sukkot heute
Das siebentägige Sukkotfest ist heute, besonders außerhalb Israels, vor allem für observante Juden von Bedeutung. Dagegen erfreut sich das auf das Laubhüttenfest folgende Torafreudenfest vor allem bei Familien mit Kindern großer Beliebtheit. Als Chol HaMoed (hebräisch חול המועד) bezeichnet man die „Zwischen“-Feiertage von Sukkot (und Pessach). Diese Tage vermischen die Merkmale eines חול „chol“ (Wochentags) und eines מועד „moed“ (Festtages). An Sukkot besteht Chol HaMoed aus dem zweiten bis siebten Tag (dritter bis siebter in der Diaspora). Obwohl Hoschana Rabba, der siebte Tag von Sukkot, einen eigenen Namen hat, ist er ebenfalls ein Teil von Chol HaMoed.

### Sukka
In Erinnerung an den Auszug aus Ägypten, als die Israeliten in provisorischen Behausungen wohnten, wird jedes Jahr zu Sukkot dort, wo sich Platz dafür bietet – im Garten, im Hof, auf dem Parkplatz, Balkon oder Dach – die Sukka gebaut, eine mit Ästen, Zweigen oder Matten gedeckte Hütte, die unter freiem Himmel stehen muss. In Israel werden die Balkone an Mehrfamilienhäusern oft versetzt gebaut; so eignen sie sich zum Bau von Laubhütten (Foto). Das Dach soll Schatten spenden, aber so fragil sein, dass man nachts die Sterne dadurch sehen kann. Da man eine Mitzwa auf möglichst schöne Art erfüllen soll, ist es üblich, die Sukka zu schmücken, etwa mit den Sieben Arten des Landes Israel oder bunten Tüchern. In ihr werden, wenn es das Wetter erlaubt, die Mahlzeiten während der siebentägigen Dauer des Festes eingenommen; wenn man in der Sukka übernachtet, bringt man damit besonders gut zum Ausdruck, dass die Sukka eine zeitweilige Wohnung sein soll. Frauen sind wie von allen zeitgebundenen Geboten so auch vom Wohnen in der Laubhütte befreit, ebenso Personen, für die eine Übernachtung im Freien gesundheitlich bedenklich ist.
Jüdische Gemeinden erstellen in der Regel eine Gemeindesukka, in der der Kiddusch nach dem Gottesdienst und andere Empfänge während des Sukkotfestes stattfinden.

Moderne Laubhütten
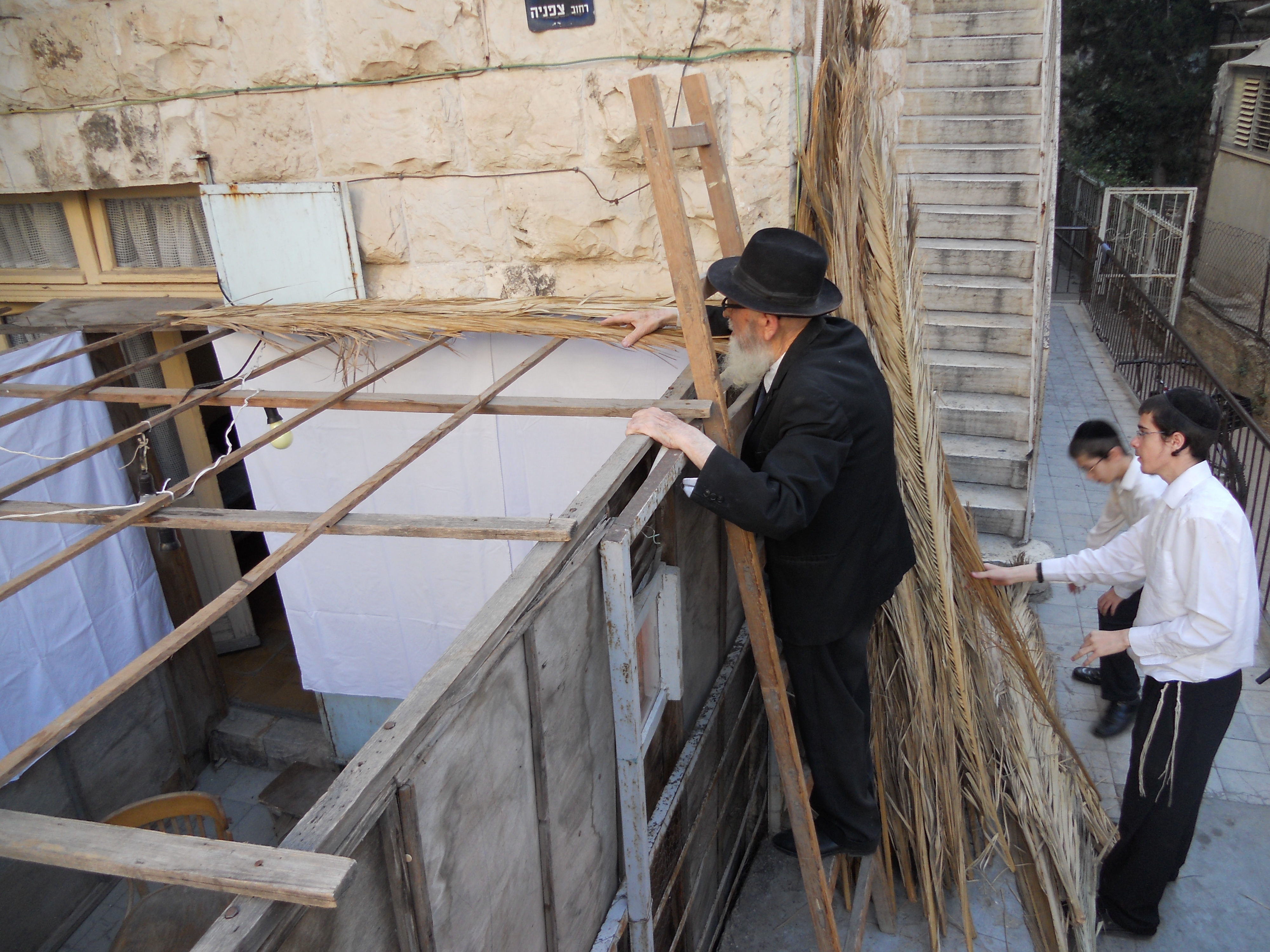
Aufbau
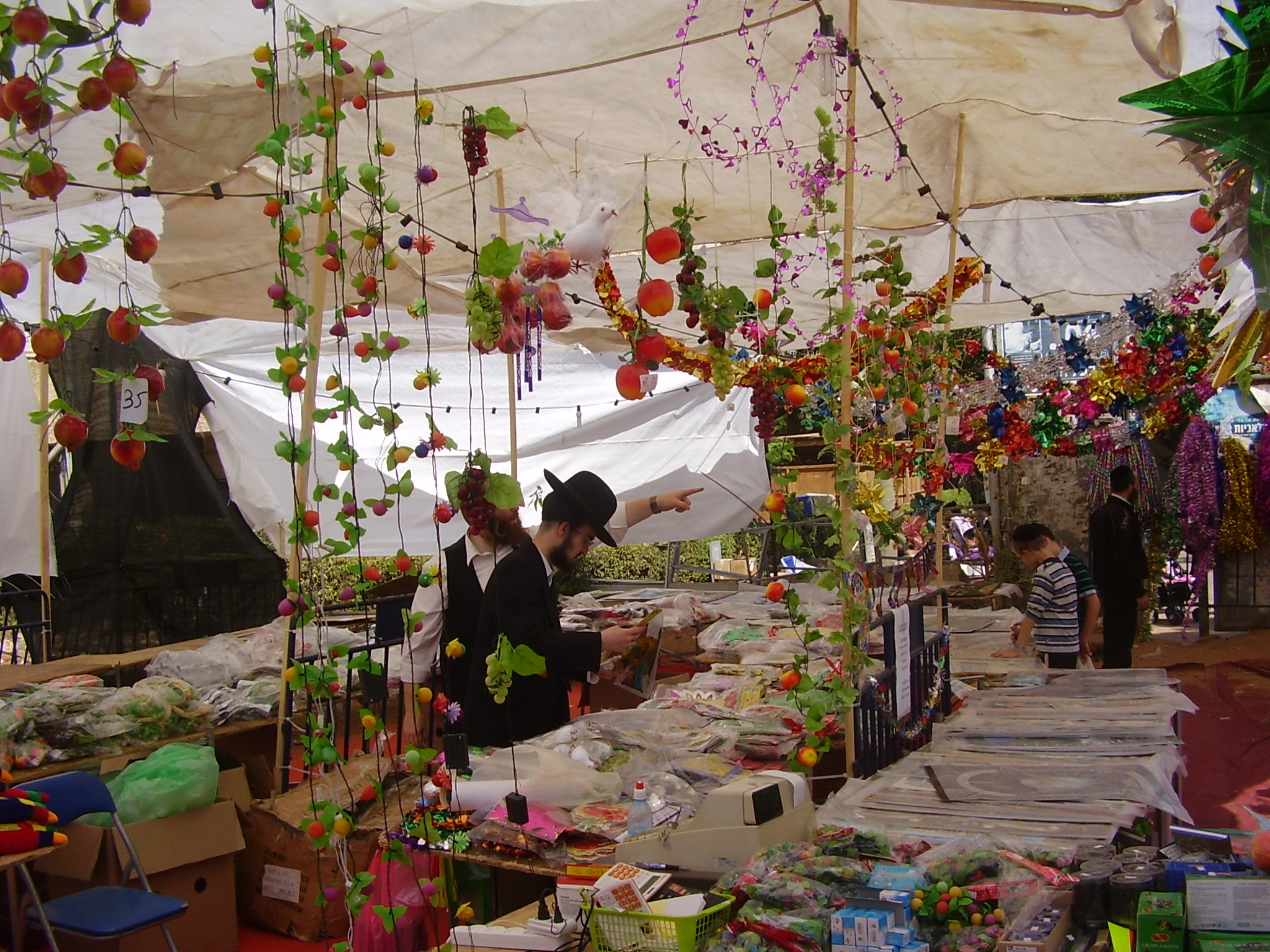
Markt für Sukka-Dekoration, Bnei Brak
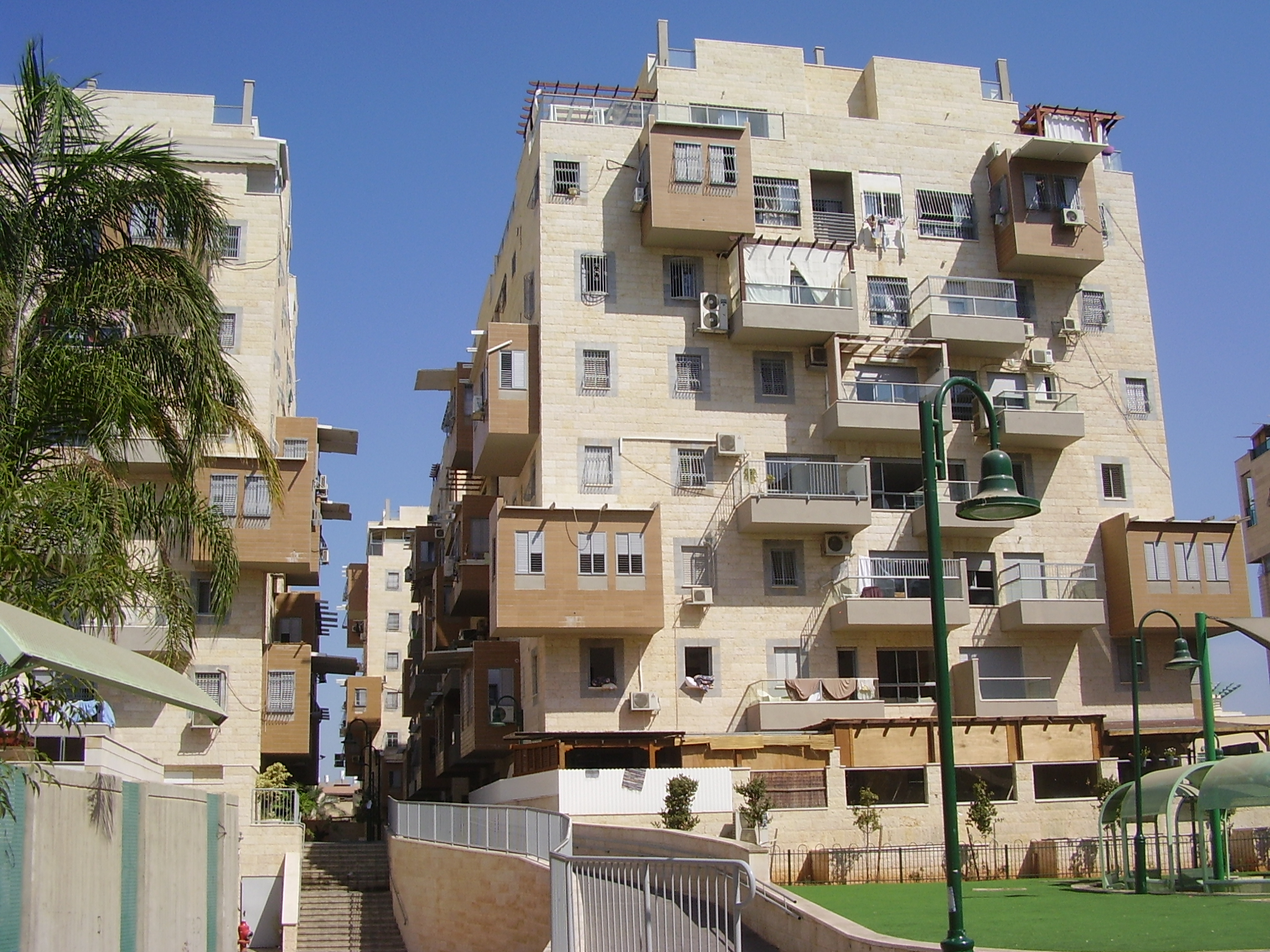
Laubhütten auf Balkonen in Bnei Brak
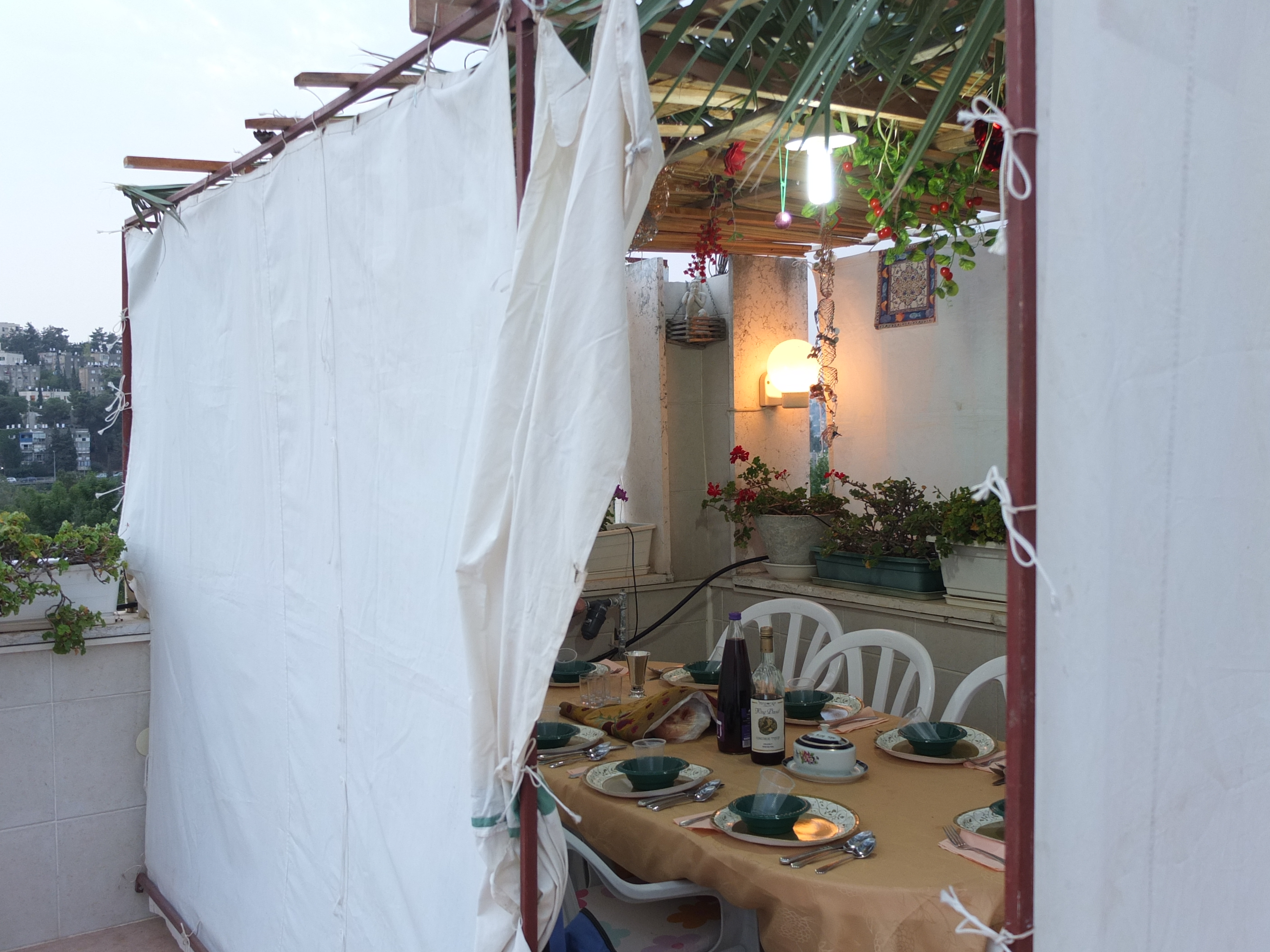
Sukka auf einem Flachdach, Jerusalem
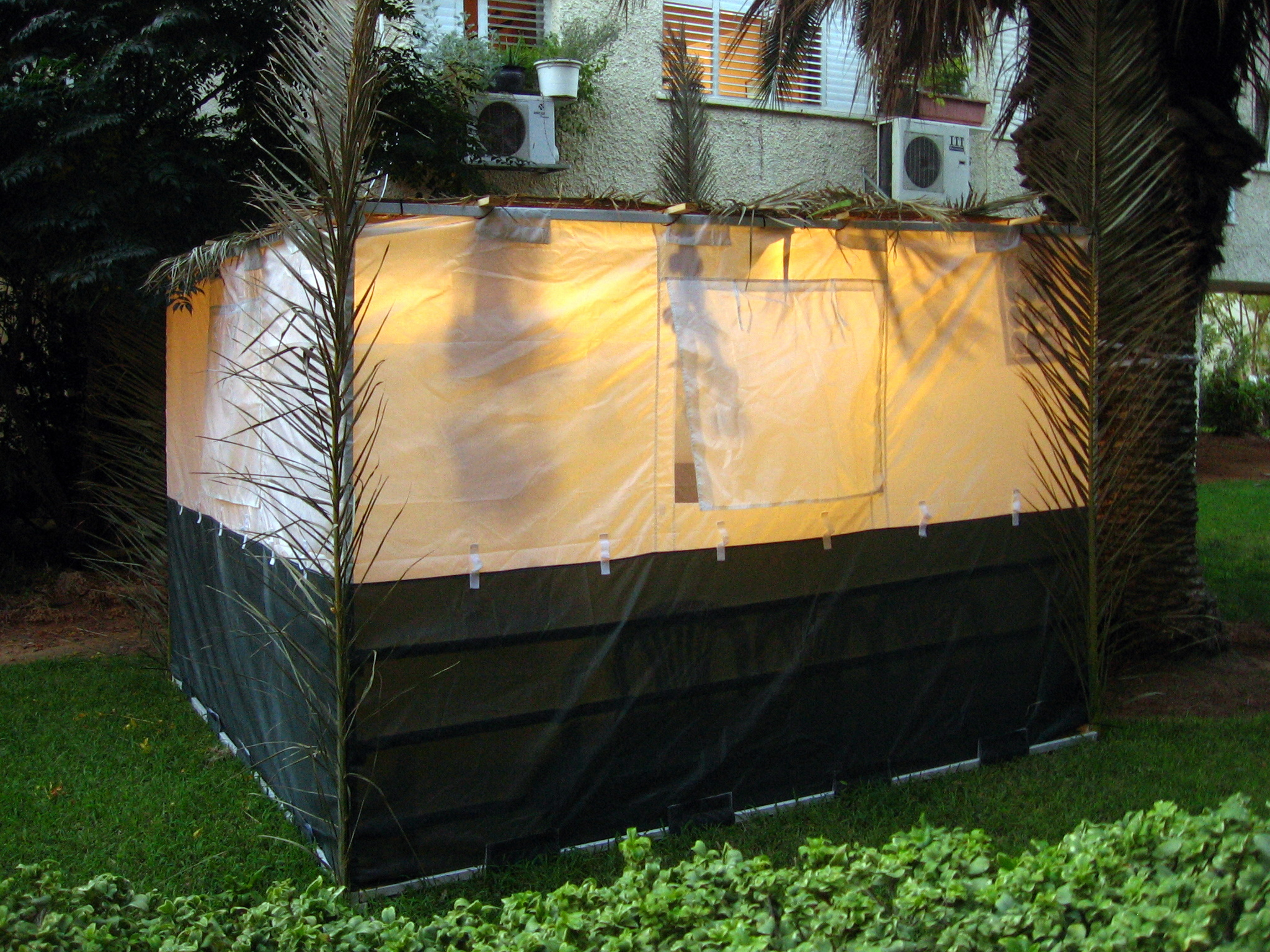
Sukka beleuchtet
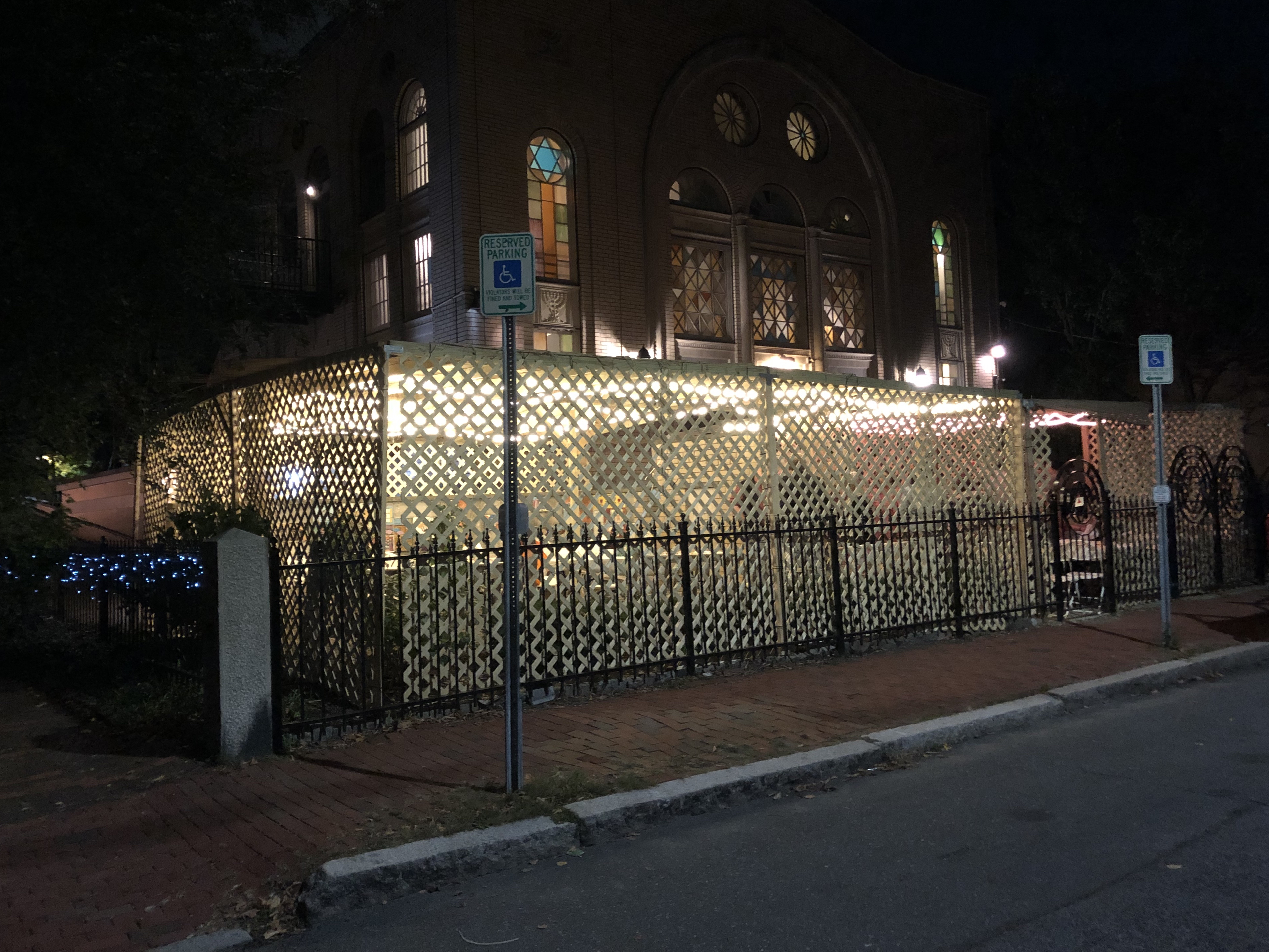
Gemeinde-Sukka (Temple Beth Shalom, Cambridge MA)

### Gottesdienst
Es beginnt mit dem Segen Schehechejanu. In Anlehnung an das antike Erntedankfest und die mit Regen und Fruchtbarkeit assoziierten Zeremonien werden während Sukkot zu den Gottesdiensten in der Synagoge die Arba'a minim getragen. Mit der hebräischen Bezeichnung Arba'a minim „vier Arten“ sind die vier Pflanzenarten des Feststraußes gemeint. So finden sich in dem Feststrauß:
1. ein gebundener Palmzweig (Lulav), der dem Strauß den Namen gibt,
2. drei Myrtenzweige (Hadassim)
3. und zwei Bachweidenzweigen (Arawot), die in der rechten Hand getragen werden,
4. sowie der Etrog, eine Sorte der Zitronatzitrone, der in der linken Hand gehalten wird.

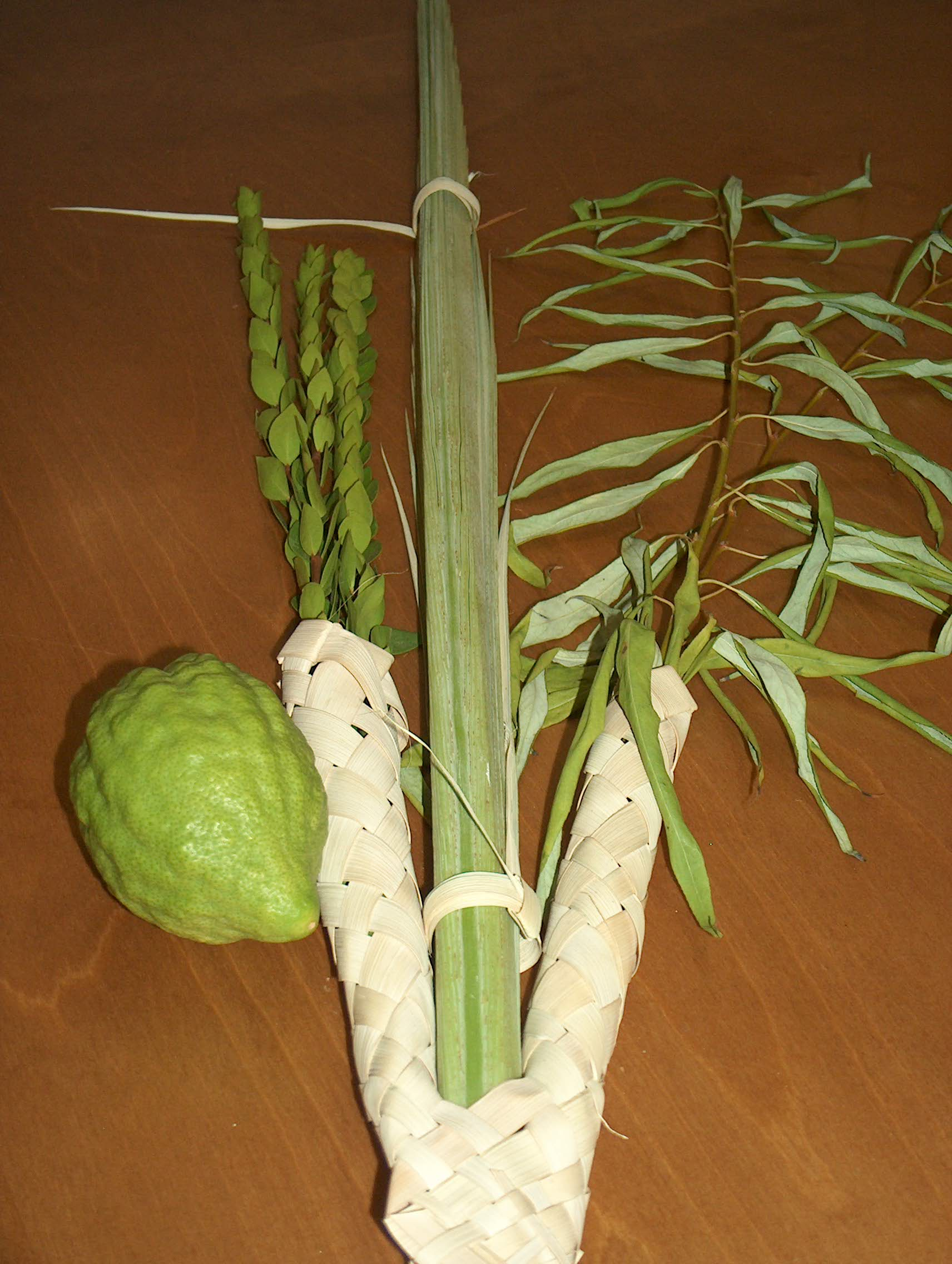
Die „Vier Arten“ Etrog (Citrus medica), Myrtenzweige (Myrtus communis), Lulav (Phoenix spec.) und Bachweidenzweige (Salix purpurea), v. l. n. r.

Die Arba'a minim werden während des Hallel-Gebets in sechs Richtungen gewendet, zuerst nach Osten, danach nach Süden, nach Westen, nach Norden, nach oben und schließlich nach unten. Gegen Ende des Gottesdienstes findet ein Umzug (hebräisch Hakkafot) statt, bei dem eine oder mehrere Torarollen um das Lesepult getragen werden und die Anwesenden, in orthodoxen Gemeinden nur die Männer, mit den Arba'a minim folgen, in Erinnerung an die im Talmud überlieferten Prozessionen um den Altar im Tempel zu Jerusalem. Am siebten, letzten Tag, Hoschana Rabba „das große Hoschana“ (deutsch Hosiana, hilf doch!), findet nicht nur ein Umzug, sondern sieben statt, während um eine gute Ernte gebetet wird. Danach werden fünf zusammengebundene Bachweidenzweige fünf Mal abgeklopft, ebenfalls in Erinnerung an die Überlieferungen der Prozessionen zur Zeit des zweiten Tempels, gemäß denen an diesem Tag Bachweidenzweige in einer Prozession sieben Mal um den Altar getragen wurden. Erst seit posttalmudischer Zeit gilt Hoschana Rabba als der Tag, an dem die jährlichen von Gott am Versöhnungstag für das Individuum erlassenen Urteilssprüche bindend werden.

## Sukkot-Termine
Sukkot wird an folgenden Daten (Schmini Azeret eingeschlossen) gefeiert:
| Jüdisches Jahr | Gregorianisches Jahr            |
| -------------- | ------------------------------- |
| 5785           | 17. – 24. Oktober 2024          |
| 5786           | 7. – 14. Oktober 2025           |
| 5787           | 26. September – 3. Oktober 2026 |
| 5788           | 16. – 24. Oktober 2027          |

Anmerkung: Der Tag des jüdischen Kalenders beginnt am Vorabend mit dem Einbruch der Dunkelheit und endet am Abend des Tages – demnach dauert er nicht von 0 bis 24 Uhr. Der Sabbat beginnt deshalb am Freitagabend und endet am Samstagabend bei Einbruch der Dunkelheit. Genauso verhält es sich auch bei allen anderen jüdischen Feiertagen.

## Rezeption in Kunst, Literatur und Film
Nachdem bereits früher Elemente des Laubhüttenfestes (mehr oder weniger realistisch) als Illustration von Bibeln begegnen, nahm im frühen 18. Jahrhundert das Interesse am zeitgenössischen jüdischen Brauchtum zu. Bernard Picart stellte beispielsweise 1723 eine wohlhabende sefardische Familie in den Niederlanden dar, die zum gemeinsamen Essen in ihrer Sukka versammelt ist. Besonders der reiche Deckenschmuck fällt an dieser Sukka auf. Im 19. Jahrhundert wurde die Laubhütte in der Genremalerei öfter dargestellt. Marc Chagall malte 1916 eine Laubhütte (Gouache), in der ein alter Mann und ein Junge am Tisch sitzen, während eine Frau ihnen durchs Fenster das Essen zureicht. Draußen geht ein Mann mit einem Feststrauß vorbei. Der zeitgenössische israelische Künstler Yoram Raanan stellte 2002/2003 drei Männer mit Tallit und Lulav in der Synagoge dar und betont damit die gottesdienstliche Feier anstelle der meist dargestellten familiären Szenen in der Laubhütte.

Sukkot in der Kunst
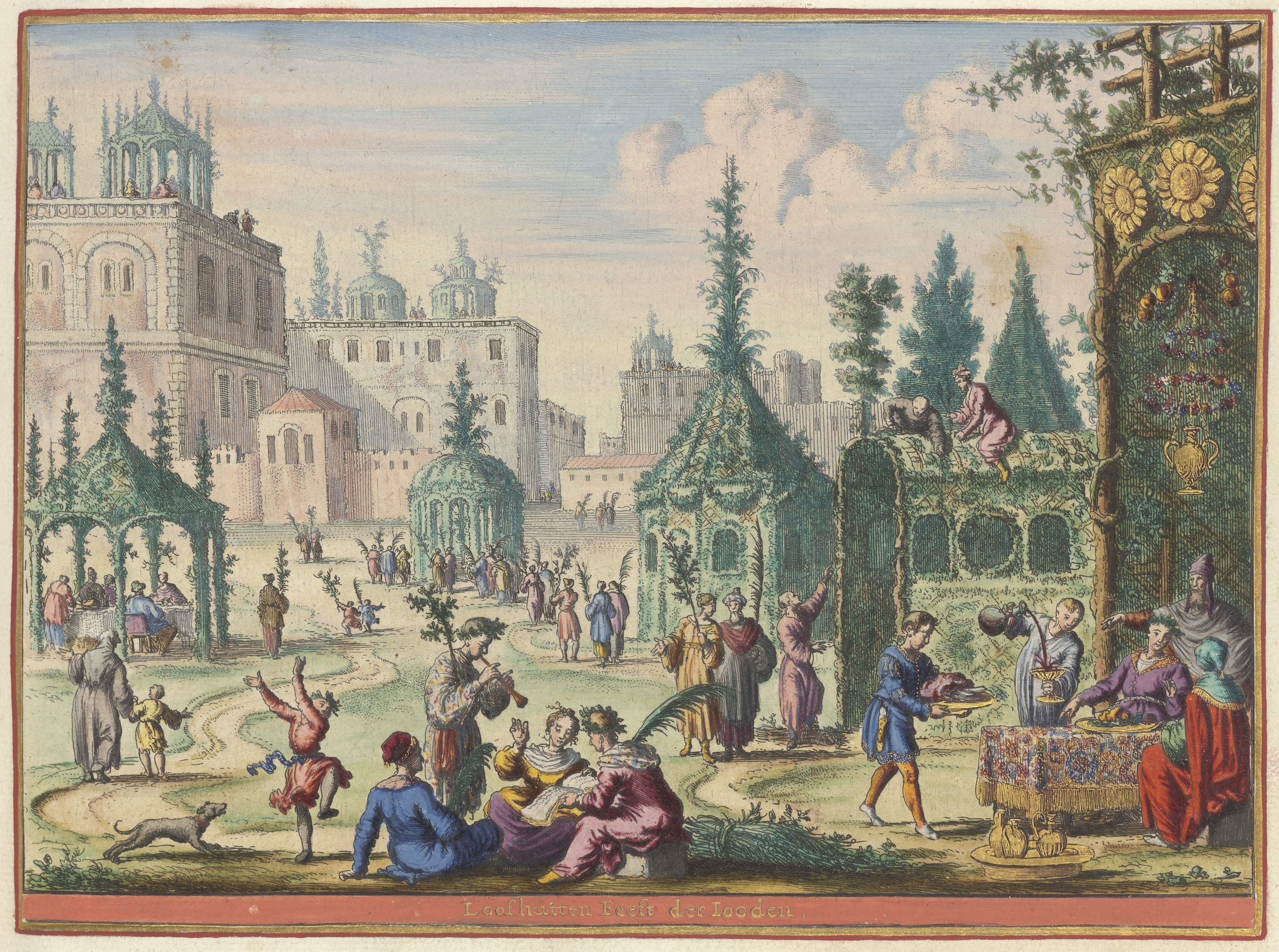
Dirk Jansz van Santen: Jüdisches Laubhüttenfest, Bibelillustration (1682)
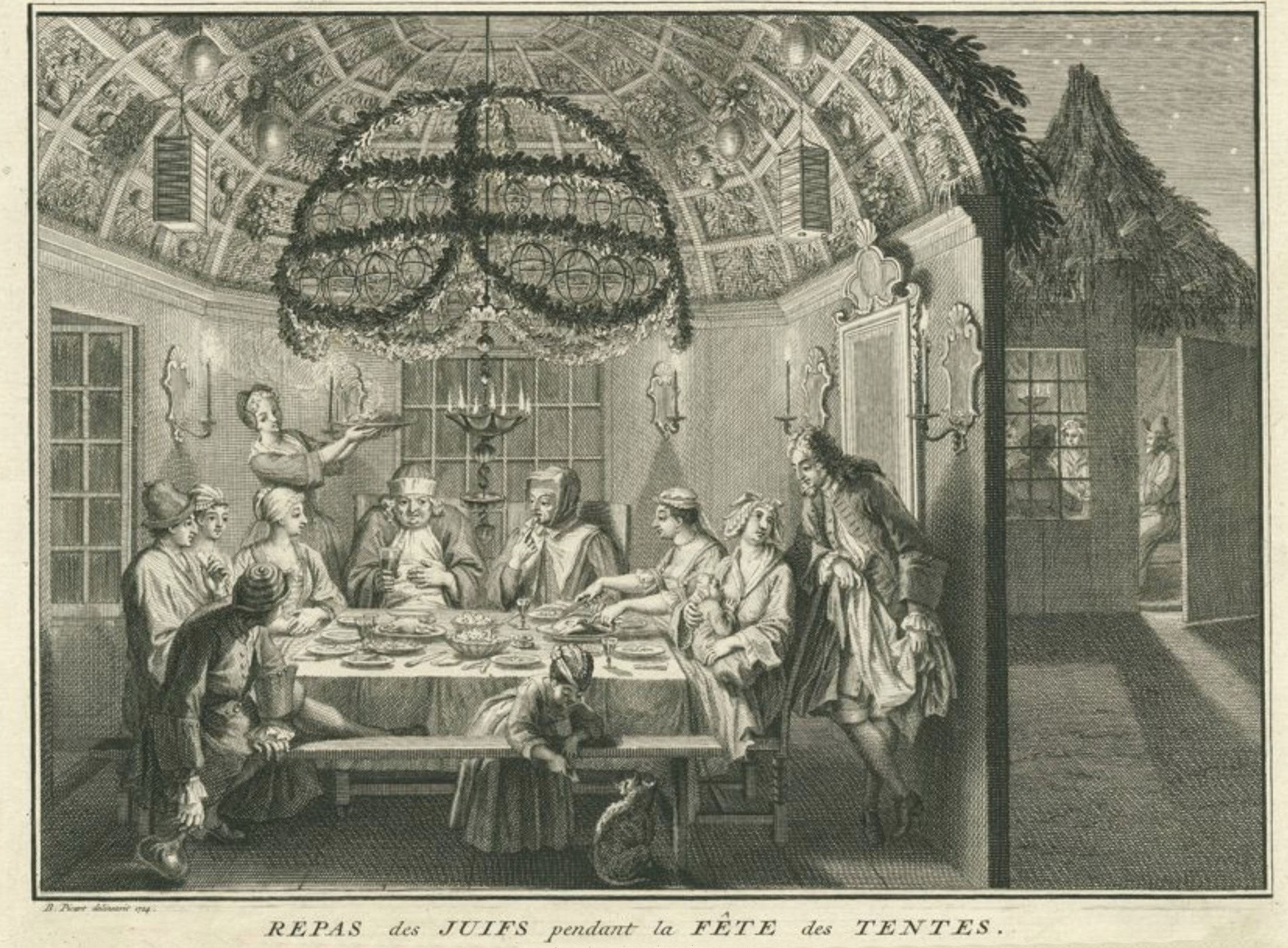
Bernard Picart: Sefardische Familie in der Sukka (1724)
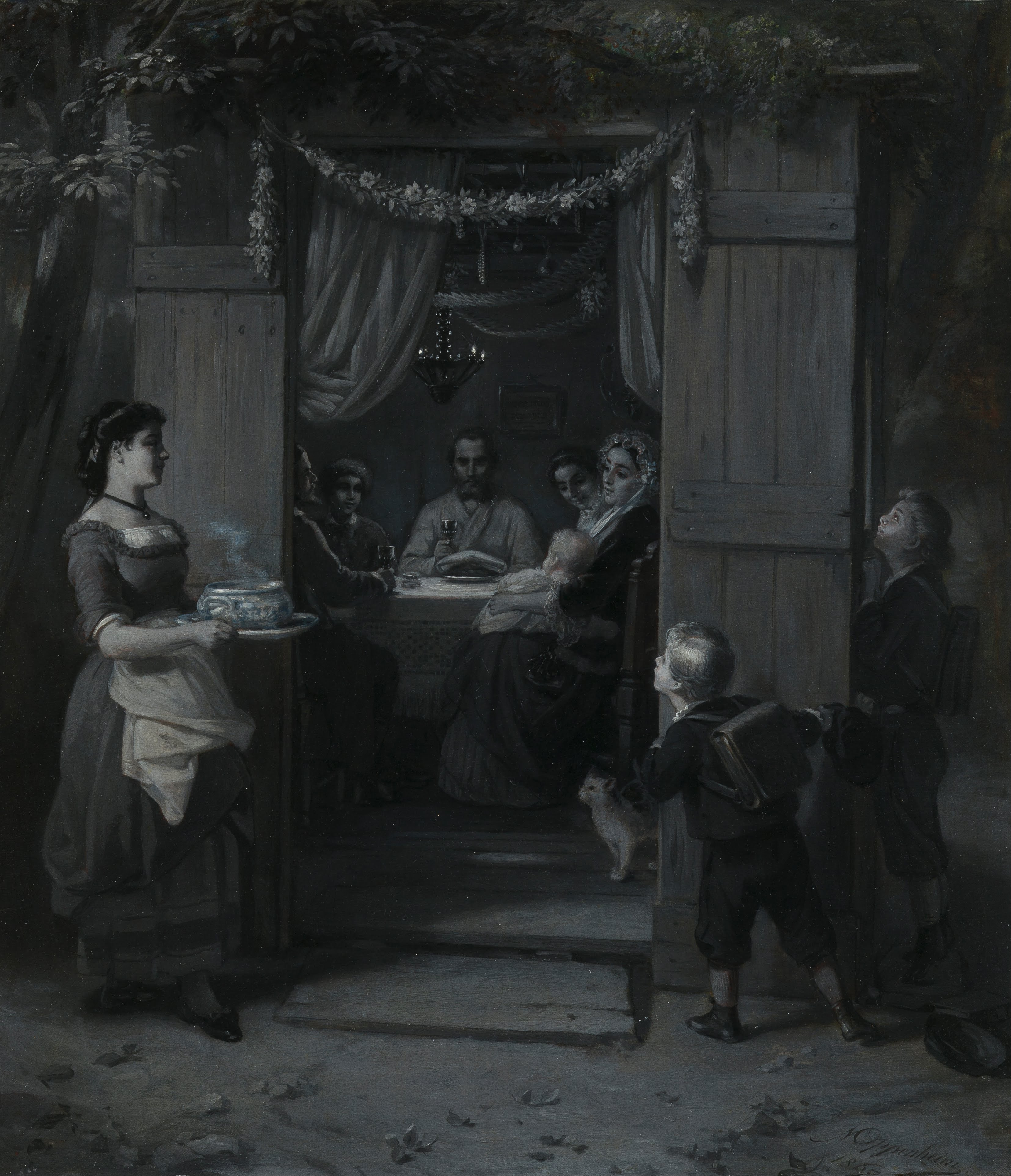
Moritz Daniel Oppenheim: Das Laubhütten-Fest (1867)
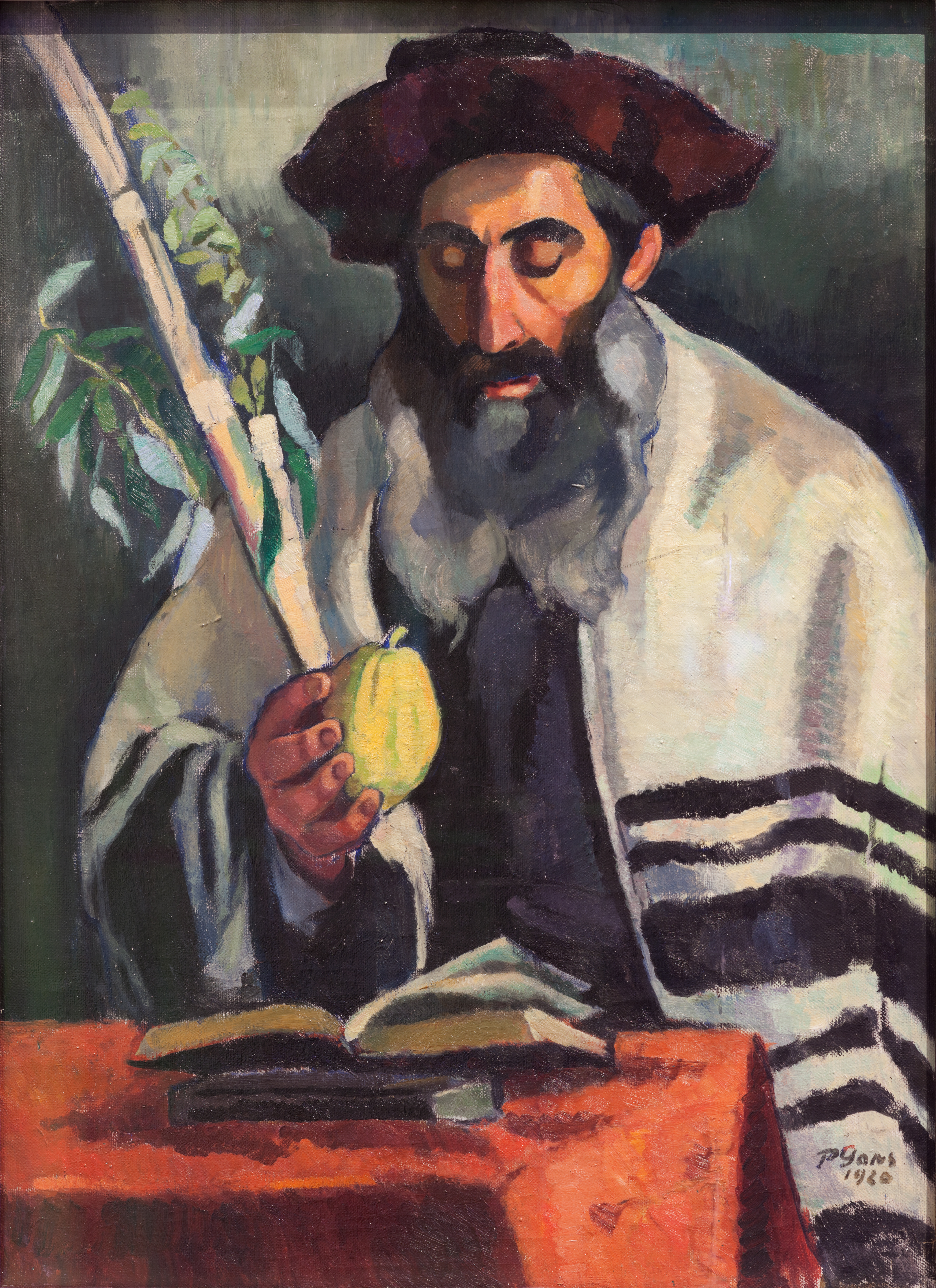
Paula Gans: Im Gebet beim Laubhüttenfest (1920), Museum für Hamburgische Geschichte
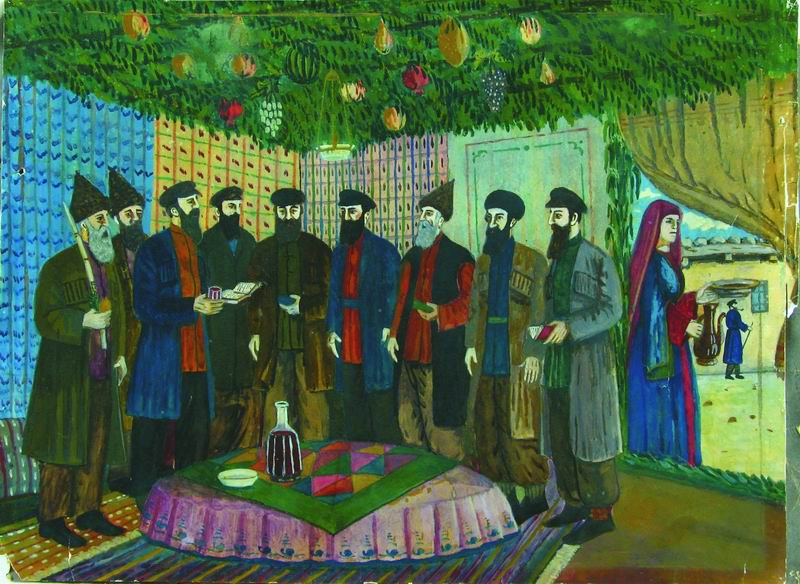
Shalom Koboshvili: Sukkot-Gebet (1938)
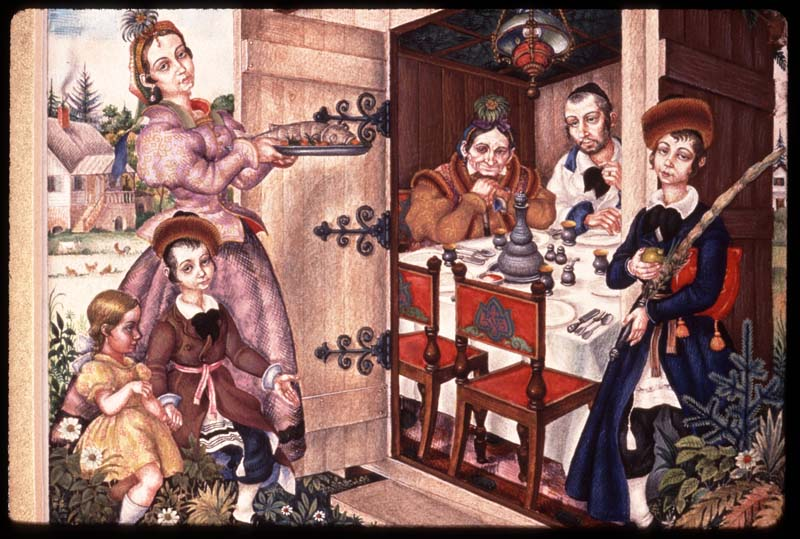
Arthur Szyk: Sukkot (1947)

Das Laubhüttenfest ist auch Thema vor allem in der neuhebräischen, jiddischen und englischen Literatur. Dabei werden Aspekte wie Festfreude, Naturbegegnung, Verletzlichkeit thematisiert. Beispiele sind die Gedichte Fremde (Chaim Nachman Bialik) und Die Sukka (Saul Tschernichowski) sowie die Kurzgeschichten Die tote Zitrone und Das Laubhüttenfest, beide von Scholem Alejchem.
Der israelische Film Ushpizin (2003, Regie: Didi Gar) thematisiert schon im Titel das Laubhüttenfest (Uschpesin sind biblische Patriarchen, die als „Gäste“ in die Sukka eingeladen werden). Das Drehbuch schrieb Shuli Rand, der auch die männliche Hauptrolle spielt. Im Mittelpunkt steht das kinderlose, arme Charedi-Paar Moshe und Malli Bellanga in Me'a Sche'arim. Moshe ist ein Baal Teshuva, jemand, der sich von einer säkularen zu einer ultraorthodoxen Lebensweise bekehrt hat. An Sukkot wird das Paar von Eliyahu und Yossef, zwei entflohenen Häftlingen aufgesucht, die Moshe aus seinem früheren Leben kennen und sich als Gäste in der Sukka einquartieren. Der Film vermittelt einem säkularen Publikum ein positives Bild der Charedi-Kultur. Das Paar Moshe und Malli, wundergläubig und ständig betend, wirkt in säkularer Betrachtung wie ein leichtes Opfer der beiden skrupellosen Kriminellen. Aus religiöser Sicht bestätigt der Film mit einer komödiantischen Note, dass ein starker Glaube alles vermag – kommentiert Stephen Holden für die New York Times. Deshalb wurde Ushpizin auch von Charedim positiv aufgenommen, die dem Kino sonst fernstehen.

## Sukkot als Ortsname
In der hebräischen Bibel taucht Sukkot verschiedentlich auch als Ortsname auf. So wird die erste Ortschaft, die die Israeliten beim Auszug aus Ägypten erreichen, als Sukkot bezeichnet (Ex 12,37 ). Sie lag, so wird vermutet, im Nildelta. Ein anderer Sukkot genannter Ort befand sich in der Nähe des Jordans im Gebiet des Stammes Gad (Jos 13,27 ).